# Premios Días de Cine
Los Premios Días de Cine (ó Premios DDC) son los galardones que otorga la redacción del programa Días de cine  de Televisión Española, con 33 años en emisión, y muy valorados por la familia del cine español.  La primera edición se celebró el 21 de enero de 2014 en la Cineteca de Matadero en Madrid. Se siguen celebrando anualmente, cada mes de enero, hasta la actualidad (2024), siendo las últimas galas en el Auditorio del Museo Reina Sofía de Madrid. 

## Jurado
La redacción Días de Cine, encargada de seleccionar a los ganadores de la edición 2014, estuvo compuesta por:
- Gerardo Sánchez[4]
- Raúl Alda[5]
- Javier Sales
- Alberto Bermejo
- Virginia García
- Lauro Martín
- Alejo Moreno
- Eva Núñez
- Juan Carlos Rivas
- Henar Álvarez

## Premios
Se premian las siguientes categorías:
|                                     | 2014                    | 2015                   | 2016              | 2017              | 2018                | 2019                 | 2020                 | 2021             | 2022            | 2023                      | 2024 |
| ----------------------------------- | ----------------------- | ---------------------- | ----------------- | ----------------- | ------------------- | -------------------- | -------------------- | ---------------- | --------------- | ------------------------- | ---- |
| Mejor Película en Lengua Extranjera | Searching for Sugar Man | Boyhood                | El club           | El hijo de Saúl]] | En cuerpo y alma    | Cold War             | Parásitos            | Quo vadis, Aída? | Argentina 1985  | The Quiet Girl            |      |
| Mejor Película en Lengua Española   | Todas las mujeres       | La isla mínima         | B                 | Tarde para la ira | Verano 1993         | Entre dos aguas      | La trinchera infinia | Maixabel         | As bestas       | Te estoy amando Locamente |      |
| Mejor Actor en Lengua Extranjera    | Matthew McConaughey     | Philip Seymour Hoffman | Brendan Gleeson   | Jeff Bridges      | Harry Dean Stanton  | [[<Joaquin Phoenix]] | Benedict Cumberbatch | Ricardo Darín    | Paul Mescal     |                           |      |
| Mejor Actriz en Lengua Extranjera   | Emmanuelle Riva         | Jessica Chastain       | Dolores Fonzi     | Isabelle Huppert  | Florence Pugh       | Margot Robbie        | Jessie Buckley       | Jasnina Djuricic | Martha Pilmpton | Antonia Zegers            |      |
| Mejor Actor en Lengua Española      | Eduard Fernández        | Javier Gutiérrez       | Pedro Casablanc   | Juan Diego        | Antonio de la Torre | Antonio Banderas     | Javier Bardem        | Luis Zahera      | David Verdaguer |                           |      |
| Mejor Actriz en Lengua Española     | Marian Álvarez          | Natalia Tena           | Natalia de Molina | Nathalie Poza     | Belén Cuesta        | Penélope Cruz        | Blanca Portillo      | Susi Sánchez     | Malena Alterio  |                           |      |